# Medway
A MEDWAY - Transporte & Logística, anteriormente denominada de CP Carga S.A., é um operador logístico e o maior operador ferroviário privado de transportes de mercadorias na Península Ibérica. É detida na sua totalidade pela MSC Rail, uma subsidiária da gigante internacional suíça Mediterranean Shipping Company (MSC). É a maior operadora ferroviária de mercadorias de Portugal, com cerca de 90% de quota de mercado. A sua principal concorrente é a operadora ferroviária Takargo.

## Caraterização
Com aproximadamente 700 colaboradores entre Portugal e Espanha, a MEDWAY desenvolve a sua actividade em diversas áreas entre as quais se destacam: Transporte Ferroviário, Logística, Terminais, Manutenção e Reparação e Formação.
Criada, originalmente, como uma das Áreas de Negócio da CP - Comboios de Portugal e com o nome de CP Carga SA, foi privatizada em Janeiro de 2016 e vendida à MSC Rail, que era o seu maior cliente.
O ramo de actividade de Transporte Ferroviário subdivide-se em:
- Multi Modal - Transporte de Contentores e Caixas Móveis.
- Multi Produto - Transporte de Minérios, Areia, Cimento e Clinker, Fileira Florestal, Produtos Siderúrgicos, Produtos Químicos, Agro-industriais, Carvão, Combustíveis, Indústria Automóvel, Materiais de Via-Férrea, Produtos Cerâmicos.

A actividade de Logística procura encontrar soluções para o transporte de todo o tipo de carga:
Com uma dispersão geográfica estratégica, todos os terminais MEDWAY dispõem de ligações rodo e ferroviárias as quais permitem uma cobertura nacional no transporte de todo o tipo de mercadorias. Os terminais facilitam a interligação de toda a cadeia logística promovendo assim a utilização da ferrovia: Aveiro, Bobadela, Entroncamento, Sines, Mérida, Lousado (em desenvolvimento).
Com oficinas no Entroncamento e no Poceirão, a MEDWAY Maintenance & Repair iniciou a sua actividade em Julho de 2019. A equipa multidisciplinar da MEDWAY Maintenance & Repair realiza intervenções nas oficinas de manutenção de locomotivas e na oficina de manutenção de vagões localizadas no Entroncamento, mas também através de equipas móveis devidamente apetrechadas para intervenções rápidas a pedido e em linha, com enfoque na reparação e manutenção de material ferroviário.
Desde Setembro de 2019 que a MEDWAY Training forma em Espanha (Madrid) alunos em diversos cursos, nomeadamente: Maquinistas, Responsáveis de Circulação, Auxiliares de Circulação, Encarregados, Maquinista de Segurança e Circulação, Auxiliar de Operações, Responsável de Operação de Carga, Operador de Veículos e Manobras, Auxiliar de Cabina.

#### Empresas do grupo
- Medway Holding, S.A.
- Medway Assets - Gestão de Activos, S.A.
- Medway - Terminal de Lousado, S.A.
- Medway - Maintenance & Repair, S.A.
- Medway - Logistic Services, S.A.
- Medway Terminals, S.A.

## Frota
| Série      | Imagem | Tipo             | Velocidade Maxima | Nº Unidades | Data de Construção | Notas |
| ---------- | ------ | ---------------- | ----------------- | ----------- | ------------------ | --- |
| 256 (6000) |        | Elétrica         | 120km/h           | 5           | 2022               | 16 encomendadas                                                                                                  |
| 5600       |        | Eléctrica        | 220 km/h          | 9           | 1993-1994          | 5621 a 5630(excepto 5624)                                                                                        |
| 335 (5000) |        | Diesel           | 120 km/h          | 5           | 2016-2017          | 335-007 (só Espanha), 335-033 (5033 Matilde), 335-034 (5034 Adriana), 335-035 (5035 Sara), 335-036 (5036 Marina) |
| 4700       |        | Eléctrica        | 140 km/h          | 25          | 2007-2009          | 4701 a 4725 |
| 333        |        | Diesel- Elétrica | 120 km/h          | 4           | 2000-2005          | Antigas locomotivas da Renfe                                                                                     |
| 269        |        | Elétrica         | 160 km/h          | 4           |                    | Antigas locomotivas da Renfe                                                                                     |
| 1960       |        | Diesel           | 120 km/h          | 2           | 1979               | 1962 e 1964 |
| 1930       |        | Diesel           | 120 km/h          | 0           | 1981               | Série 1930 abatida ao serviço.                                                                                   |
| 1900       |        | Diesel           | 100 km/h          | 4           | 1981               | 1903 (Eva), 1905, 1907 e 1909.                                                                                   |
| 1400       |        | Diesel           | 105 km/h          | 15          | 1967-1969          | 1404, 1412, 1422, 1428, 1431, 1435, 1437, 1444, 1446, 1450, 1456, 1462, 1463, 1465 e 1466                        |

## Leitura recomendada
- MARTINS, António Nabo (2015). CP carga : gestão pública vs gestão privada. Coimbra: Riscos Sociedade Editora e Inst. Superior de Línguas e Administração de Santarém. 127 páginas